# Zvenîhorodka, Veselînove
Zvenîhorodka (în ucraineană Звенигородка) este un sat în așezarea urbană Veselînove din regiunea Mîkolaiiv, Ucraina.

## Demografie
Componența lingvistică a localității Zvenîhorodka
     Ucraineană (98,94%)
     Rusă (1,06%)
Conform recensământului din 2001, majoritatea populației localității Zvenîhorodka era vorbitoare de ucraineană (98,94%), existând în minoritate și vorbitori de rusă (1,06%).